# ورزش تیمی

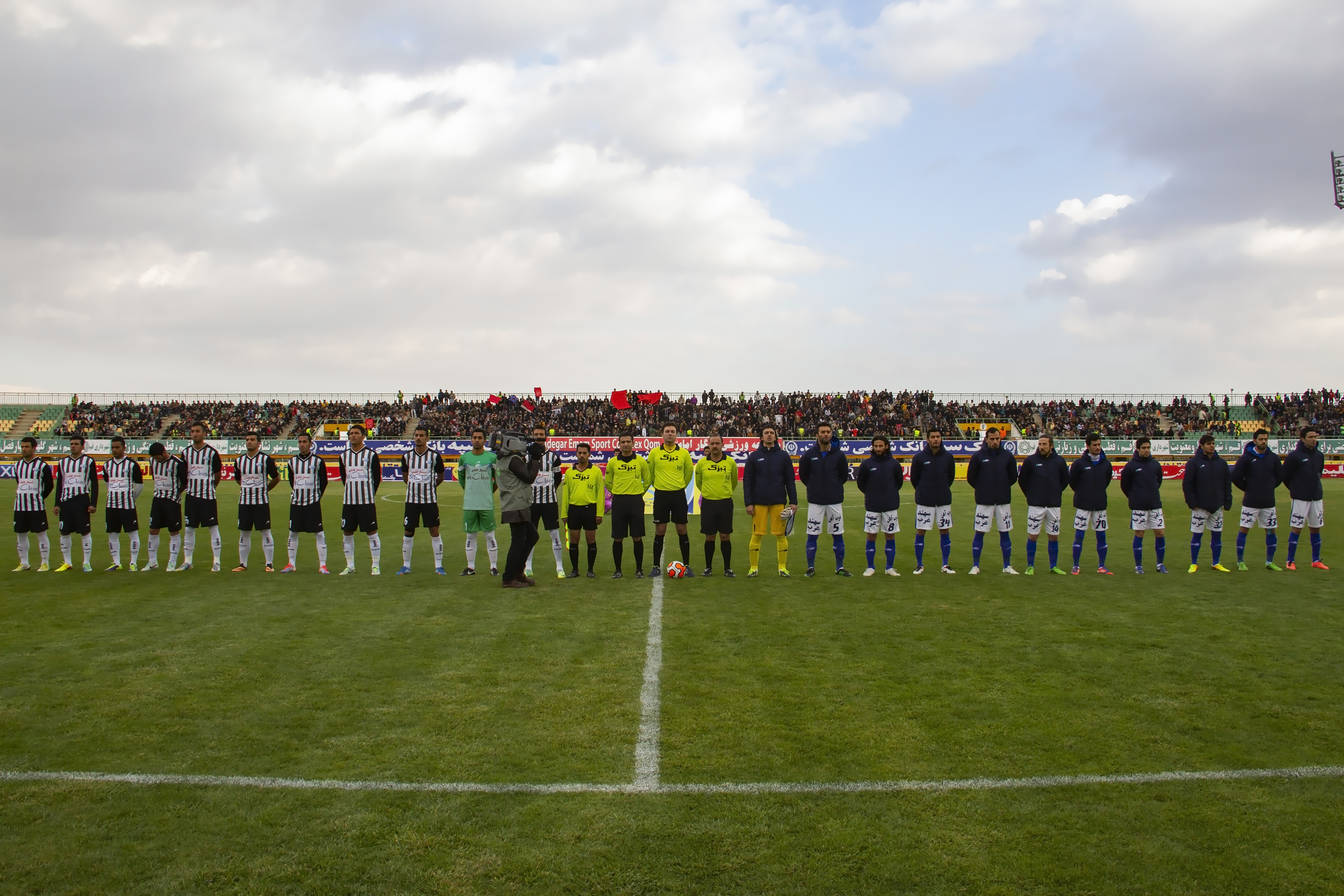
فوتبال یک ورزش تیمی پر طرفدار

ورزش تیمی یا ورزش گروهی شامل ورزش‌هایی می‌باشد که در آن ورزشکاران برای رسیدن به یک هدف مشترک با یکدیگر هم‌کاری می‌کنند.
فوتبال، هاکی، فوتبال آمریکایی، بیسبال، بسکتبال، والیبال، تنیس، واترپلو، راگبی، هندبال پنالتی پشت پا و کریکت از ورزش‌های تیمی می‌باشد. اعضای تیم ورزشی تحت رهبری مدیر تیم با عنوان سرمربی قرار دارند.
شکل ورزش‌های گروهی و همکاری اعضای بین آن متفاوت است. در برخی از ورزش‌ها، دو تیم مقابل همدیگر قرار می‌گیرند و ورزشکاران باید برای رسیدن به هدف خود تلاش کنند. به طوری کلی باید گفت هدف این گونه ورزش‌ها تسهیل در حرکت توپ یا موارد مشابه مطابق با مجموعه‌ای از قوانین است که منجر به کسب امتیاز می‌گردد. این امر نیازمند برنامه‌ریزی دقیق، آماده‌سازی مناسب و آمادگی روحی و فیزیکی افراد تشکیل دهنده یک تیم است.
با این حال، شکل دیگر ورزش‌های تیمی این گونه نیست که در آن به منظور کسب امتیاز، توپ حرکت داده شود. برخی مسابقات شنا و قایقرانی، از این دسته می‌باشند.

## ورزش‌های تیمی المپیک
از مجموع ورزش‌های حاضر در المپیک تابستانی، ۶ ورزش به ورزش‌های تیمی اختصاص دارد. راگبی ۷ نفره در المپیک ۲۰۱۶ حضور خواهد داشت. هاکی روی یخ و کرلینگ تنها ورزش‌های تیمی المپیک زمستانی می‌باشد.
تمامی ورزش‌های تیمی المپیک شامل مسابقات مردان و زنان می‌باشد.
| نام ورزش     | اولین سال حضور (مردان) | تعداد حضور (مردان) | اولین سال حضور (زنان) | تعداد حضور (زنان) |
| ------------ | ---------------------- | ------------------ | --------------------- | ----------------- |
| راگبی        | ۱۹۰۰                   | ۵                  | ۲۰۱۶                  | ۱                 |
| فوتبال       | ۱۹۰۰                   | ۲۵                 | ۱۹۹۶                  | ۵                 |
| واترپلو      | ۱۹۰۰                   | ۲۴                 | ۱۹۹۶                  | ۴                 |
| هاکی روی چمن | ۱۹۰۸                   | ۲۱                 | ۱۹۸۰                  | ۸                 |
| بسکتبال      | ۱۹۳۶                   | ۱۷                 | ۱۹۷۶                  | ۹                 |
| والیبال      | ۱۹۶۴                   | ۱۲                 | ۱۹۶۴                  | ۱۲                |
| هندبال       | ۱۹۳۶                   | ۱۱                 | ۱۹۷۶                  | ۹                 |
| هاکی روی یخ  | ۱۹۲۴                   | ۲۱                 | ۱۹۹۸                  | ۴                 |
| کرلینگ       | ۱۹۲۴                   | ۲۱                 | ۱۹۹۸                  | ۴                 |